# Teodozjusz (współcesarz)

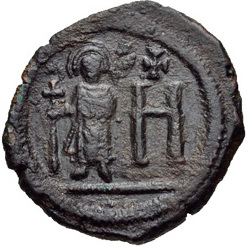
Teodozjusz stoi, trzymając długi krzyż

Teodozjusz (ur. w 584, zm. w listopadzie 602) – panował jako współcesarz bizantyjski od 26 marca 590 do listopada 602 roku u boku swego ojca Maurycjusza. 